# Cincia sordida
Cincia sordida là một loài bướm đêm thuộc phân họ Arctiinae, họ Erebidae.